# Lods
Lods é uma comuna francesa de 271 habitantes (censo de 1999) situada no departamento de Doubs na região da Borgonha-Franco-Condado. Lods tem 6,31 km² de área. A densidade demográfica é de 24,95 habitantes/km². As coordenadas da localização da comuna são: Latitude: 47° 3' N, Longitude: 6° 15' E.
Pertence à rede das As mais belas aldeias de França.